# No. 10, Upping St.
No. 10, Upping St. is het tweede studioalbum van de Britse indiedance-groep Big Audio Dynamite uit 1986. 
De release kwam ongeveer een jaar na het succes van hun debuutplaat This Is Big Audio Dynamite. De invloeden van punk verdwenen echter mondjesmaat. De band rond voormalig The Clash-gitarist Mick Jones werkte voor het album samen met The Clash-frontman Joe Strummer, die het album voor meer dan de helft heeft geproduceerd. 

## Nummers
A-kant
1. "C'mon Every Beatbox" (Jones, Letts) - 5:26
2. "Beyond the Pale"  (Strummer, Jones) - 4:41
3. "Limbo the Law" (Strummer, Jones, Donovan) - 4:44
4. "Sambadrome" (Jones, Letts) - 4:48

B-kant
1. "V. Thirteen" (Strummer, Jones) - 4:54
2. "Ticket" (Strummer, Jones, Letts, Roberts) - 3:28
3. "Hollywood Boulevard" (Jones, Letts) - 4:29
4. "Dial a Hitman" (Jones, Letts) - 5:04
5. "Sightsee M.C." (Strummer, Jones) - 4:55

Bonus
1. "Ice Cool Killer" (Strummer, Jones, Donovan) - 5:33
2. "The Big V" (Strummer, Jones, Donovan) - 4:48
3. "Badrock City" (Jones, Letts) - 7:00

## Bezetting
- Mick Jones - Zang, Gitaar
- Don Letts – Zang / DJ
- Leo Williams – Basgitaar
- Greg Roberts – Drums
- Dan Donovan – Keyboards